# Gewog di Sakten
Il gewog di Sakten è uno dei quindici raggruppamenti di villaggi del distretto di Trashigang, nella regione Orientale, in Bhutan.